# Armadillidium brentanum
Armadillidium brentanum är en kräftdjursart som beskrevs av Karl Wilhelm Verhoeff 1932. Armadillidium brentanum ingår i släktet Armadillidium och familjen klotgråsuggor. Inga underarter finns listade i Catalogue of Life.